# Capel Bond
Capel Bond (* 14. Dezember 1730 in Gloucester; † 14. Februar 1790 in Coventry) war ein englischer Organist, Dirigent und Komponist.

## Leben
Capel Bond war der Sohn eines Buchhändlers, er erhielt ab dem 12. Lebensjahr eine musikalische Ausbildung von Martin Smith (1715–1786), dem Organisten der Kathedrale von Gloucester. 1749 erhielt Capel Bond die Organistenstelle an St. Michael’s and All Angels in Coventry. Ab 1752 war er gleichfalls Organist an der nahe gelegenen Holy Trinity Church. Neben seinen Verpflichtungen als Organist war Bond als Musiklehrer und als erfolgreicher Konzertveranstalter tätig. In verschiedenen Städten Mittelenglands leitete er Aufführungen von Händels Oratorien. 
Capel Bond wurde in der St. Bartholomew’s Church in Binley beigesetzt, wo sein Grabstein nach wie vor zu sehen ist. 
Die Werke Capel Bonds sind von Händels, John Stanlesy und Geminianis Kompositionen geprägt, zeigen aber Einflüsse des galanten Stils. Ähnlich wie Richard Mudge ist das erste Concerto der Sammlung ein Trompetenkonzert und das sechste für Fagott. Die Concerti zwei bis fünf halten sich an die Formensprache des Concerto grosso.

## Werke
- Six Concertos in seven Parts, for four Violins, a Tenor Violin, with a Thorough Bass for the Harpsichord. N.B. The First for Trumpet, the Sixth a Bassoon Concerto (London, 1766)
- Six Anthems in Score (London, 1769)
- Sacred Harmony (London, um 1795)